# Сан Хуан (окръг, Ню Мексико)
Вижте пояснителната страница за други значения на Сан Хуан.
Окръг Сан Хуан (на английски: San Juan County) е окръг в щата Ню Мексико, Съединени американски щати. Площта му е 14 343 km², а населението – 126 926 души (2017). Административен център е град Ацтек.